# 11066 Sigurd
11066 Sigurd este o planetă minoră (asteroid), cu un diametru de 2,104 km, din Asteroid Apollo. A fost descoperită pe 9 februarie 1992 la Observatorul Palomar de Carolyn S. Shoemaker și a fost numită după Siegfried. 
Obiectul prezintă o orbită caracterizată de o semiaxă mare de 1,3915037 UAi, o excentricitate de 0,3751, o înclinație de 36,88262 ° în raport cu ecliptica.